# キアッパ・ライノ
キアッパ（チアッパ）・ライノ（英: Chiappa Rhino）は、イタリアのキアッパ・ファイアアームズ社が開発した回転式拳銃（リボルバー）である。
“ライノ(Rhino)”とは「犀（サイ）」の意である。

## 概要
本銃は同じくイタリアの銃器メーカーであるマテバ社のMTR8や2006M、マテバ 6 ウニカ（マテバ オートリボルバー）を手掛けたエミリオ・ギソーニとアントニオ・クダッツォによって設計・開発が行われた。
ギゾーニと彼のスタッフは、マテバ社にて上述の独自性の高いデザインとメカニズムを持つリボルバーを数機種設計し製品化しており、オートリボルバーに続く4番目のリボルバー製品の開発を準備していたが、2005年、マテバ社の経営責任者兼筆頭株主が死去すると、経営権を引き継いだ新経営陣は、同社の銃器開発事業からの撤退、最終的には会社清算を決定した。これを受けて、ギゾーニを筆頭とする銃器開発部門のスタッフはキアッパ社へと移籍し、引き続き開発を行った。ギゾーニは2008年に死去したが、新型リボルバーの設計は完成しており、キアッパ社ではこの新型リボルバーに“ライノ”の商品名を付与して発表し、2009年からスポーツ射撃向けの銃として発売された。

## 特徴
本銃の最大の特徴として、マテバ社製リボルバーのいくつかのモデルと同様に、通常はシリンダー上方前部と直列となる位置に設けられるバレルが、シリンダー下方前部と直列になる低位置に設けられる独自の構造をしており、これによってバレルの軸線とグリップ時の手との高低差が少なくなり、射撃時のマズルジャンプを軽減させ、命中精度の向上が期待出来る。
第2の特徴としては、本銃には外部に露出した撃鉄（ハンマー）がないことで、フレーム後部上方の一見ハンマーの様なパーツは、コッキングレバーである。シリンダー下方の弾薬を激発する関係上、設けられる位置も低くなってしまう事から、適正な移動距離のハンマーを組み込むべく、フレーム内に内蔵されたインターナル・ハンマーをコックするための物であり、その左側にはシリンダーのリリースレバーが備わっている。
銃身長は2～6インチのモデルバリエーションがあり、3インチ以上の銃身長を持つモデルはバレル上方に軽量化のためのホールが開けられている他、ピカティニーレールも備わっている。サイトシステムは、フロントサイトが固定式のレッドファイバーオプティックサイト、リアサイトが微調整可能なアジャスタブル・エレーベーションとウィンデージグリーンファイバーオプティックサイトによるものとなっている。
素材はバレルとシリンダーはスチール製、フレームは7075-T6合金製で、全体の仕上げは基本モデルでブラックアルマイトフィニッシュ、もしくはニッケルメッキ、ゴールドPVDフィニッシュである。
使用弾薬は.357マグナム弾、9x19mmパラベラム弾、.40S&W弾、.38スペシャル弾（マッチマスターのみ）を使用するモデルがそれぞれ存在している。装弾数6発のシリンダーは六角形型となっており、肉抜きの溝のフルートが無いノンフルーテッドシリンダーである。

## バリエーション

### 銃身長毎による分類

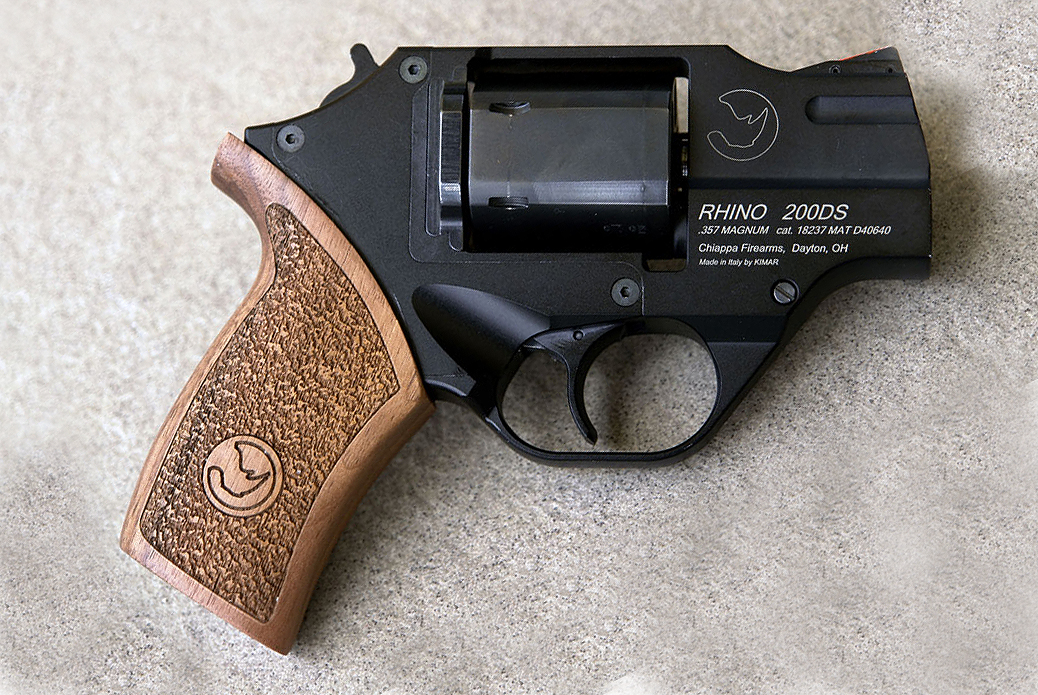
200DS ブラックアルマイト仕上げモデル
オプションのウォールナット製グリップを装着している

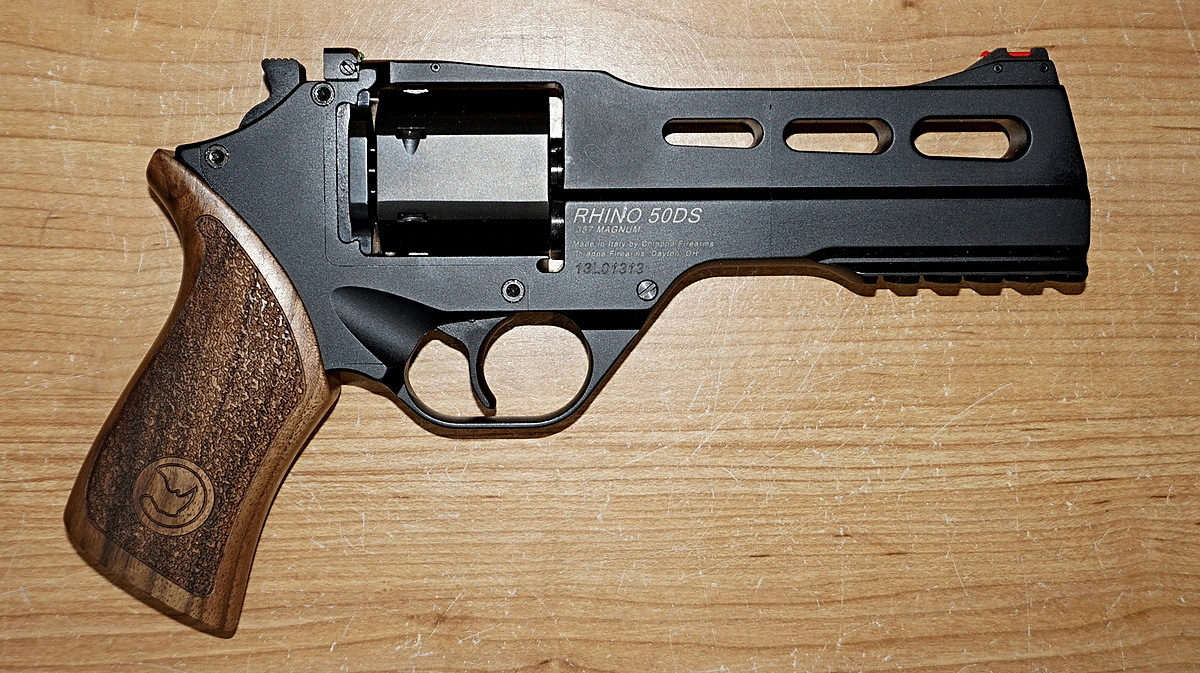
50DS (ブラックアルマイトモデル)

200DS、200D
2インチモデル。軽量化のためのホールは開いておらず、グリップは全てブラックラバーグリップとなっており、200Dはダブルアクションオンリーモデルである。
30DS
3インチモデル。軽量化のためのホールは二つ開けられており、グリップは200DSと同じく、ブラックラバーグリップである。
40DS
4インチモデル。軽量化のためのホールの数は30DSと同様に二つで、この40DS以上の銃身長のモデルは、グリップがスクエアバット型のミディアムウォールナットグリップとなる。
50DS
5インチモデル。軽量化のためのホールは三つ開けられている。
60DS
6インチモデル。軽量化のためのホールは、四つ開けられている。

### その他のモデル
SAR
カリフォルニア州での合法的販売のため、作動方式をシングルアクションオンリーとしたモデル。3～6インチモデルで展開しており、それぞれ、40SAR、50SAR、60SARと表記される。
ハンター
フレーム仕上げがグリーンセラコートフィニッシュとなったモデルで、ミディアムウォールナットグリップも、フィンガーチャンネルの設けられたラウンドバットグリップである。使用弾薬のバリエーションは.357マグナム弾薬、バレルのバリエーションは30DS、60DSのみ。SARモデルも存在し、そちらの名称はハンター SARである。
ネビュラ
全体の仕上げがサイケデリックなマルチカラーPVDフィニッシュとなっており、ブルーラミネートグリップを備えている。使用弾薬、銃身長のバリエーションは、それぞれ.357マグナム弾、60DSのみ。シングルアクションオンリーのネビュラ SARも存在。
チャージング・ライノ
ニッケルメッキのシリンダー、競技用トリガー、フィンガーチャンネルの設けられたラウンドバット型のグレーラミネートミディアムグリップを備えたダブルアクションオンリーモデル。銃身側面の『CHARGING RHINO』の文字が特徴的で、使用弾薬、銃身長のバリエーションは、それぞれ9x19mmパラベラム弾（ソフトプライマーの弱装弾のみ対応）、60DSのみ。SARモデルも存在。
マッチマスター
.38スペシャル弾を使用するPPC（Police Pistol Combat）競技向けモデル。グレーPVDフィニッシュのフレームと6インチバレルに、ホーグ社製のグリップ、フラットなバレルトップ、及びフレームトップには調整可能なグレーカラーのアリストクラットフロントサイトとアジャスタブルリアサイトが一体となったフラットなサイトシステムが備わっている。
X スペシャル・エディション
最新のステンレス製モデル。G10グリップを装備しており、使用弾薬のバリエーションは.357マグナム弾、銃身長のバリエーションは30DSのみである。

## 登場作品

### アニメ
『あそびにいくヨ』
金武城 真奈美が200DS（ニッケルフィニッシュモデル）のワンオフ物のモデルガンを中野ブロードウェイのショップで購入している。
『コップクラフト』
キャメロン・エステファンがオープニングで持ち構えているが、発砲シーンは無い。
『リコリス・リコイル』
テロリスト集団を率いる真島が200DSを使用。

### 映画
『クライム・スピード』
主人公、フランキー・ケリーが銀行強盗時に所持。
『ゴースト・イン・ザ・シェル』
トグサが食事中、襲撃された際に60DSを使用。
『スーサイド・スクワッド』
主人公、フロイド・ロートン（デッドショット）が60DSを使用。元はハーレ・クインの物である。
『トータル・リコール（2012年版）』
主人公、ダグラス・クエイド（カール・ハウザー）がリコール社では連邦警察から強奪、自宅ではローリーから強奪した物として、50DSを使用。
『バイオハザード: ザ・ファイナル』
ドクが60DSをサイドアームとして携行。
『ラストデイズ・オブ・アメリカン・クライム』
主人公、グラハム・ブリックが中盤まで使用。

### テレビドラマ
『NIKITA』
主人公、ニキータが、第17話にて50DSを使用。

### ゲーム
『PlayerUnknown's Battlegrounds』
「R45」の名称で.45ACP弾仕様の60DSが登場。
『バトルフィールド4』
拡張パック「Naval Strike」で追加される全兵科共通の装備として、「SW40」の名称で.357マグナム弾仕様の40DSが登場。
『レインボーシックス シージ』
GISにおいて共通で使用できるサブウェポンとして、.357マグナム弾仕様が登場。
『Escape From Tarkov』
アップデートで 「Chiappa Rhino 50DS .357」、　「Chiappa Rhino 200DS 9x19」 が登場した。